# Halicreas minimum
Halicreas minimum är en nässeldjursart som beskrevs av Fewkes 1882. Halicreas minimum ingår i släktet Halicreas och familjen Halicreatidae. Inga underarter finns listade i Catalogue of Life.